# 四脉金茅
四脉金茅（学名：Eulalia quadrinervis）为禾本科金茅屬下的一个种。

## 扩展阅读
- 維基物種上的相關：四脉金茅